# María García (Tennisspielerin, 2006)
María García (* 3. Oktober 2006) ist eine portugiesische Tennisspielerin.

## Karriere
Als Schülerin praktizierte sie eine Vielzahl Sportarten, insbesondere Fußball. An ihrer Schule Colégio São João de Brito begann sie mit dem Tennis, das neben dem Fußball ein Schwerpunkt ihrer Sportaktivitäten wurde. Ein Trainer erkannte ihr Talent und sie verlegte sich nun intensiver auf Tennis. 2021 wurde sie portugiesische U16-Landesmeisterin.
García spielt hauptsächlich auf der ITF Women’s World Tennis Tour, wo sie bislang aber noch keinen Titel gewinnen konnte. Im Mai 2023 gewann sie die Jugendmeisterschaft ITF J100 in Lousada.
2022 erhielt sie Wildcards für die Oeiras Ladies Open und die Caldas da Rainha Ladies Open, verlor aber in beiden Turnieren jeweils bereits in der ersten Runde.
Auch 2023 erhielt sie für diverse Turniere, wie z. B. den W40 Porto I, den Oeiras Open, XX Montemor Ladies Open und Campus Carby VW Ladies Open Wildcards, verlor aber auch jeweils in der ersten Runde.
Sie wurde 2023 für die portugiesische Billie-Jean-King-Cup-Mannschaft nominiert, kam aber noch nicht zum Einsatz.